# Gemeindeplatz 4 (Beuster)

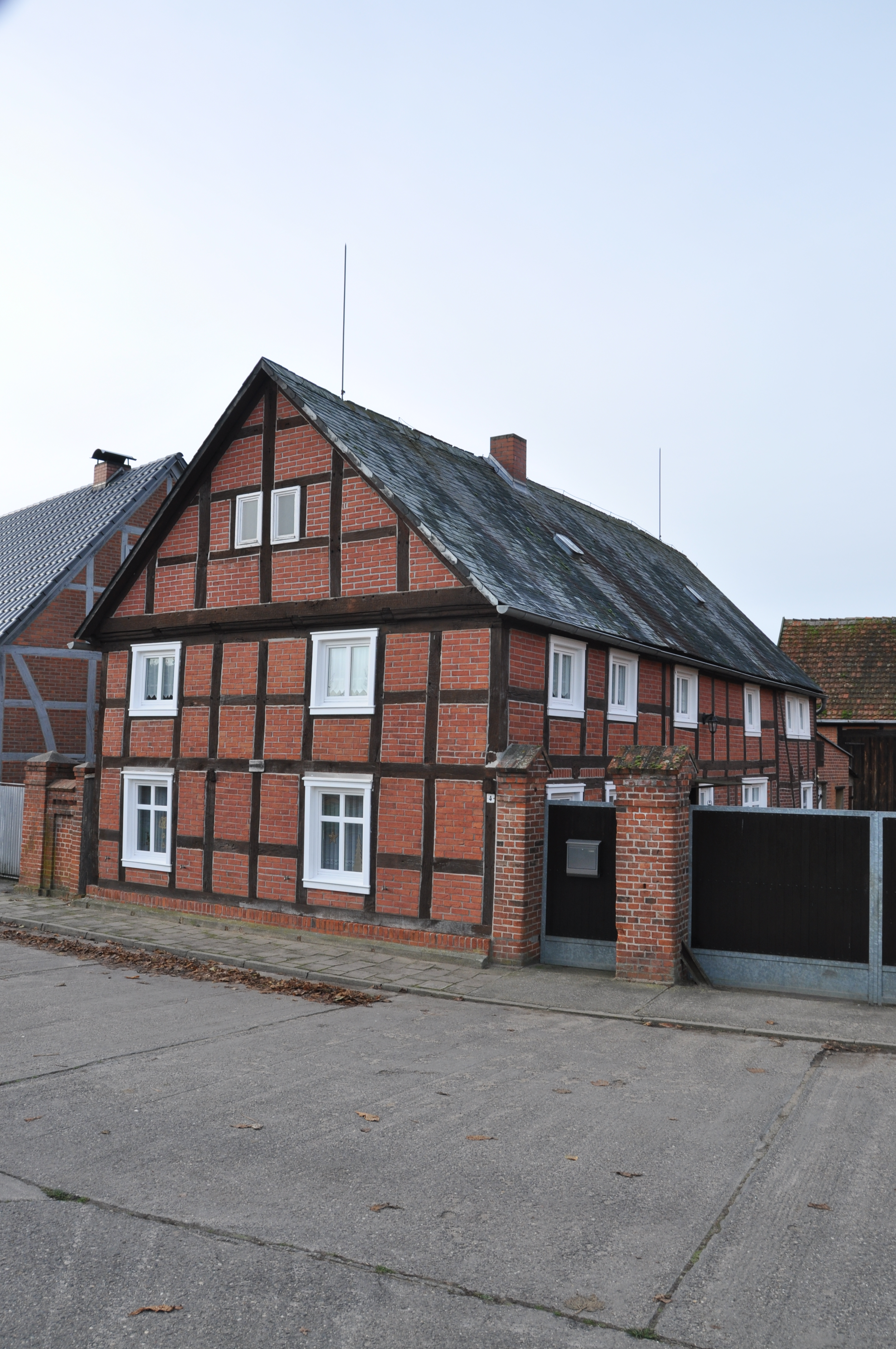
Gemeindeplatz 4 in Beuster, 2023

Das Haus am Gemeindeplatz 4 in der altmärkischen Ortschaft Beuster ist ein historisches Fachwerkhaus.

## Beschreibung
Das denkmalgeschützte Fachwerkhaus mit ausgemauerten Gefachen gehört zu den ältesten Gebäuden von Beuster. Es ist im Denkmalverzeichnis von Sachsen-Anhalt als Baudenkmal mit der Erfassungsnummer 094 36498 gelistet.
Zudem wird das – inschriftlich auf das Jahr 1697 datierte – barocke Bauernhaus mit dem vorkragenden Giebel im Dehio genannt.